# Solland Solar

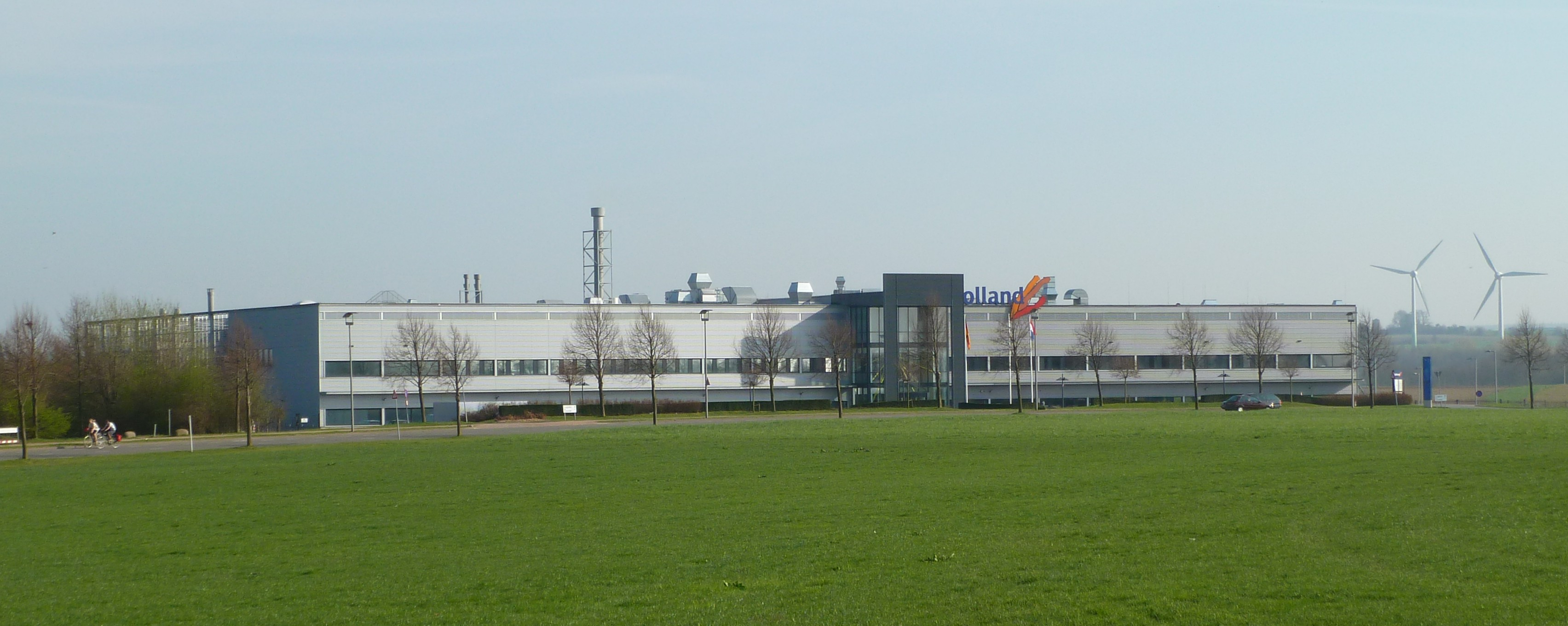
Bedrijfsgebouw van Solland Solar

Solland Solar was een bedrijf dat zonnecellen maakt. Het bedrijf was gevestigd op het industrieterrein Avantis op de Nederlands-Duitse grens tussen Heerlen en Aken.
Het bedrijf is opgericht in 2003. De CEO die het bedrijf liet groeien was Gosse Boxhoorn, maar Boxhoorn werd op 1 oktober 2008 ontslagen door DELTA wegens een verschil van inzicht. Henk Roelofs nam de positie van bestuursvoorzitter (CEO) over.
In 2008 won Solland Solar de Koning Willem I Prijs. Deze prijs wordt iedere twee jaar uitgereikt aan ondernemingen die zich hebben onderscheiden op het gebied van innovatie en daadkracht.
Over het boekjaar 2009 rapporteerde Solland's aandeelhouder DELTA een zwaar verlies op het belang. Bij Solland Solar werd een bedrijfsverlies van 27 miljoen euro geleden en daarbovenop werd een eenmalige afschrijving gedaan van hetzelfde bedrag. De lagere vraag naar en sterk dalende prijzen voor zonnecellen waren de belangrijkste reden voor dit verlies. Eind 2010 maakte het Zeeuwse nutsbedrijf bekend de productie van zonnecellen te gaan staken met als financiële consequentie een extra afboeking van ongeveer 250 miljoen euro ten laste van het resultaat 2010.
In 2011 vond er een managementbuy-out plaats. Het management kan Solland Solar haar transitie naar een modulefabrikant gestalte geven. De introductie van Sunweb, de door Solland Solar ontwikkelde nieuwe generatie zonnepanelen, sluit aan bij deze transitie.
Begin 2012 werd een deel van Solland Solar verkocht aan het Italiaanse Pufin Group, dat al eigenaar is van zonnecelfabrikanten in Italië en Frankrijk. Het gaat om het gedeelte waar zonnecellen worden gemaakt. Zo’n 70 medewerkers gaan mee naar de nieuwe eigenaar.
Het andere bedrijfsdeel, met het nieuwe type Sunweb-cellen en 110 werknemers, bleef achter. Als Sunweb Solar International Holding BV werd het bedrijf ingeschreven in Geldrop. Per 1 februari 2012 kregen 100 van de 110 werknemers ontslag als gevolg van de moeilijke omstandigheden in de sector. De resterende 10 werknemers bleven achter om lopende zaken af te handelen en om investeerders te zoeken voor de productie van sunwebpanelen in de fabriek in Sittard. Sunweb Solar werd begin 2013 verkocht aan het Finse Cencorp Corporation.
Het deel onder Pufin kwam in 2015 wederom in de financiële problemen. Het bedrijf werd nog wel voor het seizoen 2015/16 hoofdsponsor van Roda JC Kerkrade. In augustus werd het faillissement aangevraagd door de FNV. Eerder hadden al andere schuldeisers het faillissement aangevraagd. Op 18 augustus werd uitstel van betaling verleend. Op 25 augustus werd het bedrijf failliet verklaard.
Vlak voor het faillissement kreeg het bedrijf nog een order voor de levering van 200 megawatt zonnecellen aan het Chinese bedrijf Trina Solar. Later bleek dat deze order alleen uitgevoerd kon worden na een investering van 2,5 miljoen euro. Geld hiervoor ontbrak waardoor de order niet kon worden uitgevoerd. In februari 2016 kocht Trina Solar de zonnecellenfabriek van de curator en zei toen 100 nieuwe medewerkers aan te willen nemen om de productie te herstarten. Na een redelijk enerverende start werd de productie in januari 2017 gestaakt.